# José Celestino López
José Celestino López (Barcelona, Venezuela; 24 de noviembre de 1983) es un jugador de béisbol, que lanza y batea a la mano derecha, y que juega en las Grandes Ligas con los Colorado Rockies. 
En Venezuela comenzó su carrera con los Cardenales de Lara y su aporte para el equipo ha sido fundamental. También jugó con los Leones del Caracas en calidad de refuerzo en la semifinal y final de la temporada 2009-2010. 
En junio de 2016 es traspasado a los Caribes de Anzoátegui en un cambio que involucró a los lanzadores William Pérez y Kendy Batista.
La solvencia con la que juega en el campo y su seguridad en el plato al batear han hecho de López uno de los mejores jugadores venezolanos de su generación.
Véase también: Anexo:Venezolanos en las Grandes Ligas de Béisbol

## Estadísticas de bateo
| Año   | Equipo | Juegos | VB  | C  | H  | HR | CE | P     |
| 2004  | SEA    | 49     | 177 | 26 | 41 | 5  | 17 | 0,232 |
| TOTAL |        | 49     | 177 | 26 | 41 | 5  | 17 | 0,232 |

| VB | Veces al bate      | C  | Carreras          |
| H  | Hits               | HR | Home Runs         |
| CE | Carreras empujadas | P  | Promedio de bateo |